# أظهر التبريزي

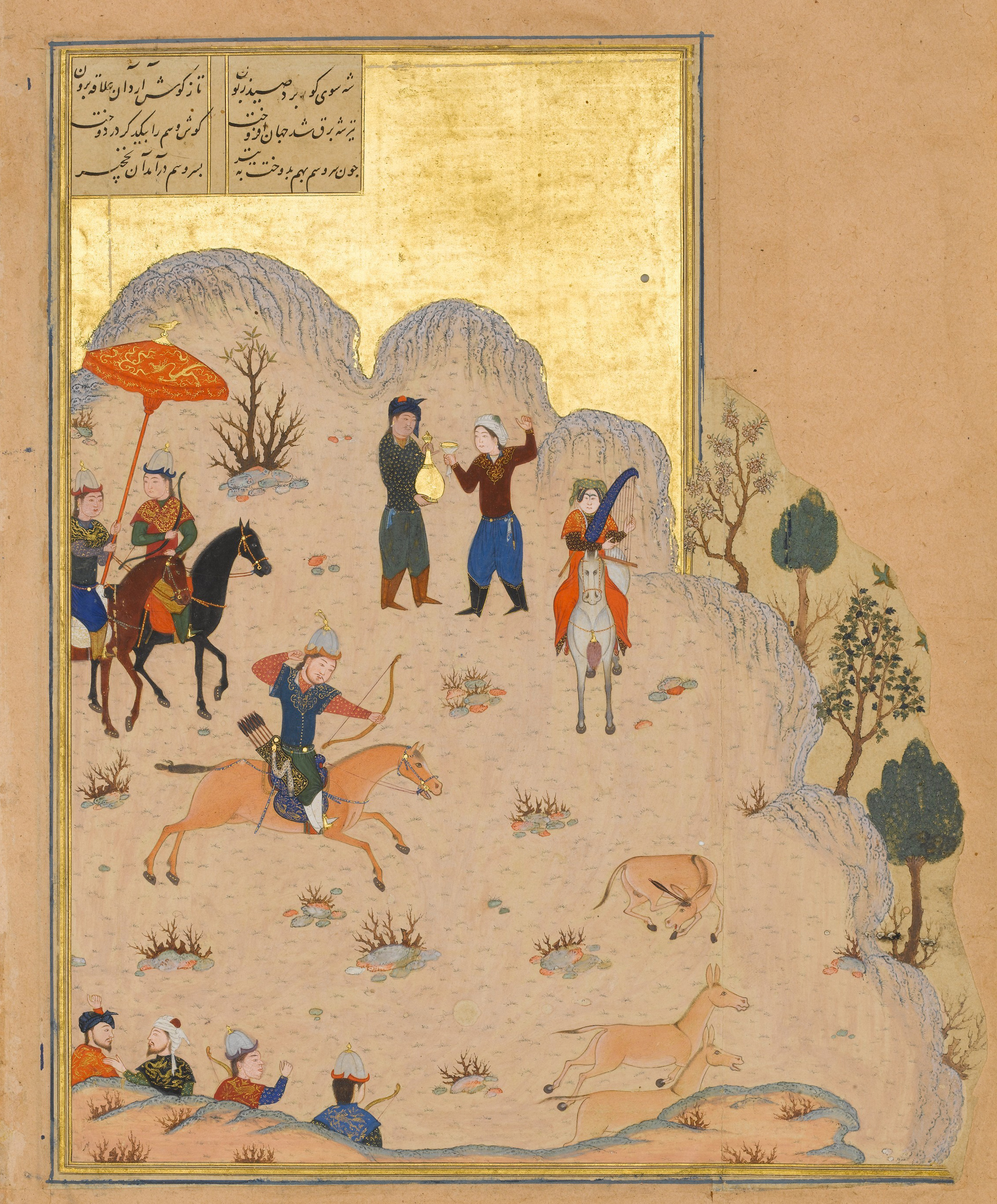
مهارة بهرام جور في استخدام القوس ، للفنان مولانا أزهر، متحف متروبوليتان للفنون ، 1430

مولانا أظهر التبريزي (توفي سنة 1475) كان خطاطًا فارسيًا.
تدّب أظهر على يد جعفر التبريزي وعمل لدى شاه روخ خان في البلاط التيموري. كان خط النستعليق أساس ما يكتب.

## طالع أيضًا
- عبد الرحيم أنيسي الخوارزمي